# Tellervo bibussa
Tellervo bibussa är en fjärilsart som beskrevs av Hans Fruhstorfer. Tellervo bibussa ingår i släktet Tellervo och familjen praktfjärilar. Inga underarter finns listade i Catalogue of Life.